# XX (film)
Pour les articles homonymes, voir XX.
Pour plus de détails, voir Fiche technique et Distribution.
XX est un film à sketchs d'horreur, dont les différentes parties sont réalisées par Jovanka Vuckovic, Annie Clark, Roxanne Benjamin et Karyn Kusama.

## Synopsis
Des passages animés en stop motion représentant une maison de poupée créée par Sofia Carrillo sont présents au début, à la fin, lors du générique final et comme transitions entre les différentes parties du film.

### The Box
Écrit et réalisé par Jovanka Vuckovic, basé sur une nouvelle de Jack Ketchum.
Alors qu'il roule dans un train avec sa mère Susan, Danny, voit un vieil homme avec une boîte rouge. Celui-ci lui décrit la boîte comme "un cadeau" et permet au jeune garçon de regarder à l'intérieur. Après avoir regardé, Danny refuse de manger la nourriture qui lui est présentée. Susan et son mari Robert commencent à s'inquiéter et l'emmènent chez un médecin qui constate une perte de poids de cinq kilos depuis son dernier contrôle. Le jeune garçon parle avec sa sœur Jenny, qui peu de temps après, refuse à son tour de s'alimenter. L'histoire se répète avec son père Robert.
Susan est hantée par le rêve de son mari et de ses enfants qui la mangent joyeusement à la table du dîner. Mais alors que ses proches meurent littéralement de faim, elle décide de partir à la recherche de l'homme à la boîte, le seul capable de lui permettre de se rapprocher de sa famille maintenant.

### The Birthday Party
Écrit par Roxanne Benjamin et Annie Clark, réalisé par Annie Clark, également compositrice de la musique du film comme St. Vincent.
Mary tente d'organiser une fête d'anniversaire pour sa fille Lucy, lorsqu'elle retrouve son mari David mort dans son bureau à domicile. Elle passe alors la journée à essayer désespérément de dissimuler le corps de son époux à Lucy, la nounou Carla et à sa voisine Madeleine. Elle achète finalement un costume de panda à l'homme qui vient chanter à Lucy une chanson d'anniversaire, et cache le corps dans le costume,.

### Don't Fall
Écrit et réalisé par Roxanne Benjamin.
Quatre amis, Paul, Gretchen, Jess et Jay, partent en expédition dans le désert. Avant de s'installer pour la nuit, ils découvrent une ancienne peinture rupestre représentant un esprit diabolique. Gretchen est attaquée par une créature semblable à l'esprit de la peinture, qui s'empare de son corps et porte sa peau. La Gretchen-créature n'a alors qu'un seul objectif : continuer à tuer.

### Her Only Living Son
Écrit et réalisé par Karyn Kusama.
Andy, le fils rebelle, élevé seul par sa mère Cora, est sur le point d'avoir 18 ans. Celle-ci est contactée par l'école pour rencontrer le directeur concernant un incident dans lequel Andy a arraché les ongles d'un camarade de classe. Cependant, malgré l'ampleur de l'agression, le personnel éducatif semble acquis à la cause de son fils et non à celle de la victime. Prise de panique, Cora laisse entendre à Andy, dont la voix a changé et les ongles sont devenus des griffes, qu'il serait en vérité l'enfant de Satan.
Le court métrage est une forme spéculation sur le sort du bébé de Rosemary, dont la narration se situe 18 ans après le film Rosemary's Baby du réalisateur Roman Polanski.

## Fiche technique
- Titre original : XX
- Réalisation : Karyn Kusama, Jovanka Vuckovic, Annie Clark, Roxanne Benjamin
- Scénario : Karyn Kusama, Jovanka Vuckovic, Annie Clark, Roxanne Benjamin, Jack Ketchum
- Photographie : Ian Anderson, Tarin Anderson
- Musique : Craig Wedren
- Montage : L. Gustavo Cooper, Josh Ethier, Aaron Marshall
- Directeur artistique : Melissa Lyon
- Production : Todd Brown, Daniel Bekerman, Chris Harding, Karen E. Shaw
- Coproduction : Joel Burch, Dwjuan F. Fox
- Producteurs délégués : Greg Newman, Nate Bolotin, Nick Spicer, Aram Tertzakian
- Société de production : Dark Sky Films, MPI Media Group, XYZ Films
- Genre : Horreur
- Pays d'origine : États-Unis
- Format : couleur
- Durée : 94 min
- Dates de sorties en salles : 17 février 2017

## Distribution
- Melanie Lynskey : Mary (The Birthday Party)
- Lindsay Burdge : Madeleine (The Birthday Party)
- Natalie Brown : Susan Jacobs (The Box)
- Christina Kirk : Cora (Her Only Living Son)
- Angela Trimbur : Jess (Fall)
- Breeda Wool : Gretchen (Fall)
- Mike Doyle : Chet (Her Only Living Son)
- Peter DaCunha : Danny Jacobs (The Box)
- Peyton Kennedy : Jenny Jacobs (The Box)
- Kyle Allen : Andy (Her Only Living Son)
- Ron Lea : Dr Weller (The Box)
- Jonathan Watton : Robert Jacobs (The Box)
- Morgan Krantz : Jay (Fall)
- Brenda Wehle : Principal Jenks (Her Only Living Son)
- Lisa Renee Pitts : Kelly Withers (Her Only Living Son)
- Morgan Peter Brown : Mr. Dayton (Her Only Living Son)
- Ruben Pla : Male Patron (Her Only Living Son)
- Casey Adams : Paul (Fall)
- Curt Cornelius : Dr Roman (Her Only Living Son)
- Michael Dyson :  The Man (The Box)
- Seth Duhame : David (The Birthday Cake)

## Production
En octobre 2014, Karyn Kusama, Mary Harron, Jennifer Lynch et Jovanka Vuckovic annoncent leur intention de diriger la première anthologie de films d'horreur entièrement féminine. En avril 2016, la musicienne St. Vincent rejoint le projet, faisant par la même occasion ses débuts en tant que réalisatrice. Jennifer Lynch et Mary Harron s'écartent du projet final et seront remplacées par la réalisatrice Roxanne Benjamin.

## Exploitation
Le film a été présenté en première mondiale au Festival du film de Sundance le 22 janvier 2017 puis édité en version limitée et en vidéo à la demande le 17 février 2017 par Magnet Releasing,,.